# Finlands svenska folkdiktning

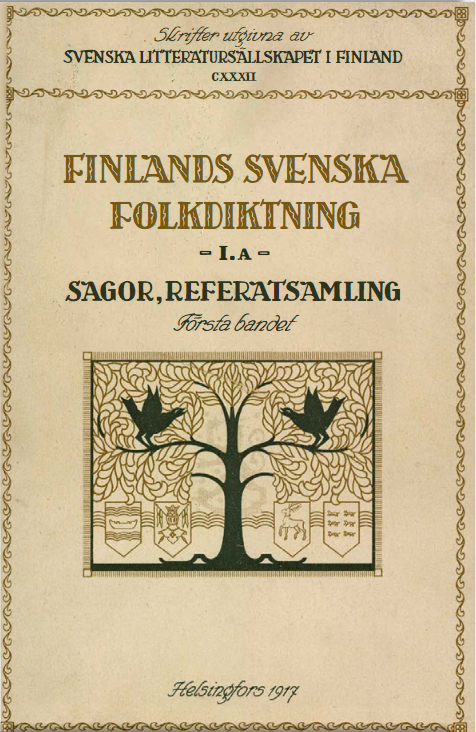
Bokomslag till första häftet.

Finlands svenska folkdiktning är ett samlingsverk med resultaten av det folkloristiska insamlingsarbetet i Svenskfinland som utges av Svenska litteratursällskapet i Finland (SLS). Verket har kommit att omfatta 21 volymer finlandssvensk folkkultur, insamlad kring sekelskiftet 1900. Arbetet med utgivningen inleddes redan 1909 och leddes fram till 1918 av Ernst Lagus, 1918–1941 av K. Rob. V. Wikman, 1946–1969 av Otto Andersson, varefter Folkkulturarkivet skött utgivningen.
Materialet innehåller sagor och sägner, folkvisor, folkdans, lekar och spel. Det blev fritt tillgängligt för forskare, musiker och alla intresserade 2019, då SLS publicerade samtliga volymer på sin webbplats.